# Linyphia lehmanni
Linyphia lehmanni är en spindelart som beskrevs av Simon 1903. Linyphia lehmanni ingår i släktet Linyphia och familjen täckvävarspindlar. Inga underarter finns listade i Catalogue of Life.